# Qualis artifex pereo
Qualis artifex pereo! è una locuzione latina, che significa «Quale artista muore con me!»
Secondo la biografia (all'interno del De vita Caesarum) del famoso scrittore latino Svetonio, furono queste le ultime parole pronunciate dall'imperatore Nerone quando, in seguito alla ribellione delle legioni di Galba, si uccise a casa di un proprio schiavo pugnalandosi alla gola con l'aiuto del suo funzionario e liberto Epafrodito. Egli era stato attore nei pubblici spettacoli, auriga e poeta: l'attribuzione di questa frase a Nerone lo ha voluto dipingere come uno che rimpiangeva la grande perdita che il mondo avrebbe subito, privato prematuramente delle sue doti. Ironicamente si ripete la frase quando si ha qualche lieve insuccesso.
Alcune nuove interpretazioni ritengono che la frase si riferisca al luogo in cui è morto e quindi vuol dire "sono condannato a morire come un artigiano" visto che si suicidò a casa di un suo liberto, quindi un luogo semplice e privo di lusso imperiale.
Un’ulteriore interpretazione prevede la traduzione della celebre locuzione latina quale “Muoio come un artista”.